# Wapen van Groningen (stad)

Gestileerd wapen van de stad Groningen, naar een ontwerp van Nico Bulder

Wapen uit 1556

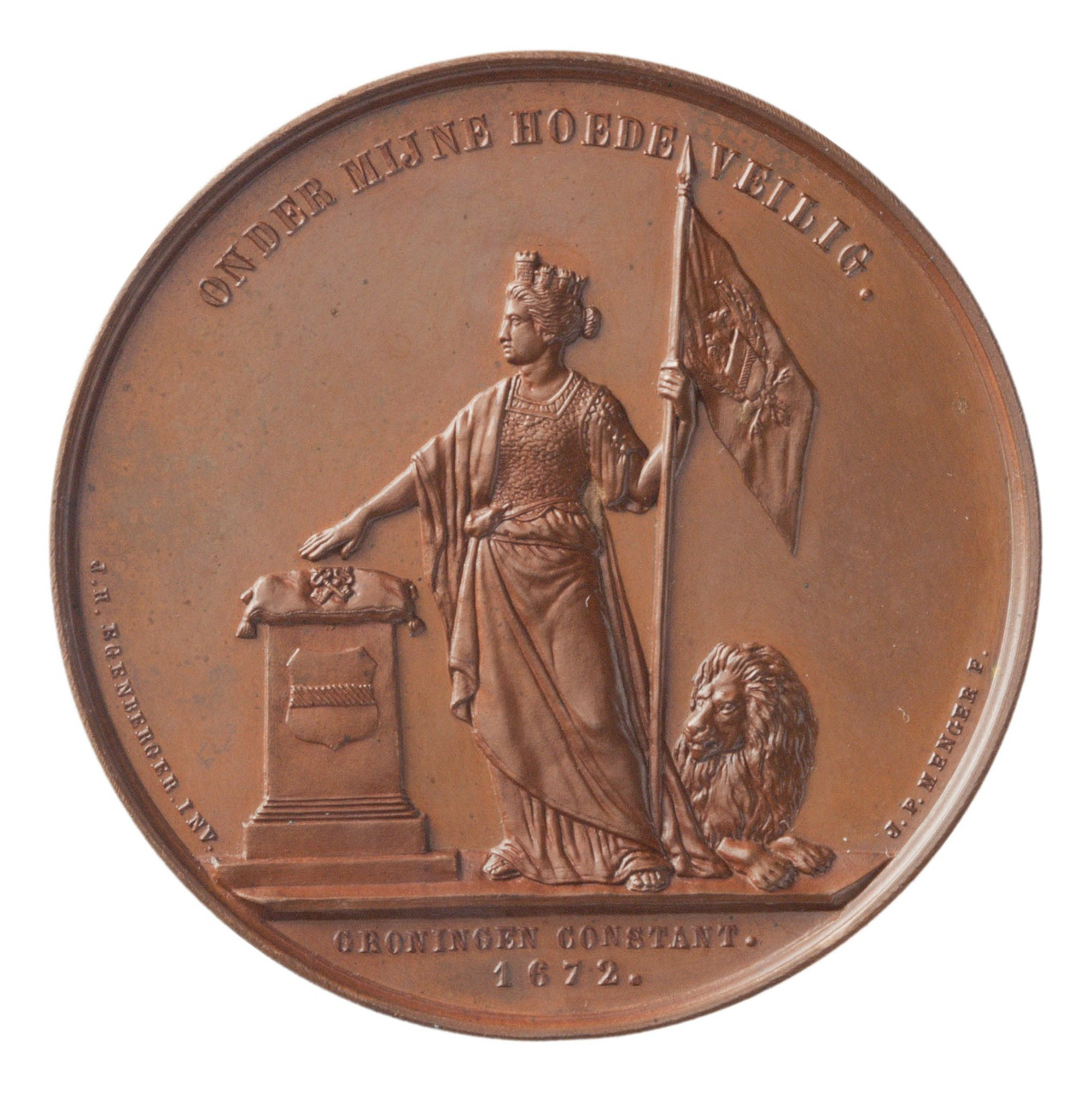
Tweemaal het stadswapen (op het vaandel van de stedenmaagd en op de sokkel) op de herdenkingsmunt Groningen constant (1872)

Het wapen van de stad Groningen werd officieel vastgesteld in 1819, het wordt echter al sinds de 15e eeuw gebruikt. Het wapen is per 1 januari 2019 formeel vervallen, maar mag bij besluit van de Hoge Raad van Adel (mei 2020) ook door de nieuwe gemeente worden gebruikt.

## Geschiedenis
De oudste zegels van de stad Groningen uit de 13e eeuw vertonen de afbeelding van een kerk, naar alle waarschijnlijkheid de Sint-Maartenskerk. In de 15e eeuw werd ook een ander zegel in gebruik genomen, met een adelaar en een schild met een dwarsbalk.
Het zilveren schild met de groene (sinopel) dwarsbalk, werd oorspronkelijk als wapen gebruikt door de Groninger prefecten. Een eerste afbeelding dateert uit 1263. De groene dwarsbalk is nog herkenbaar in de vlag van de stad Groningen, die bestaat uit drie gelijke banen (wit - groen - wit).
In het begin van de 15e eeuw verschijnt de eenkoppige adelaar in het stadswapen, voor het eerst afgebeeld op een gewelfschotel in de Martinikerk. Vanaf ca. 1430 wordt dit symbool ook gebruikt op munten, waarvan de uitvoering was ontleend aan oudere Oost-Friese voorbeelden. Niet lang daarna werd deze adelaar vervangen door een dubbelkoppige adelaar, verwijzend naar de status van Groningen als (vrije) rijksstad. Koning Sigismund had in 1433 de dubbelkoppige adelaar als wapen gekozen, nadat hij tot keizer van het Heilige Roomse Rijk was gekroond. Sindsdien gold dit als het symbool bij uitstek van de koninklijke macht. De kroniekschrijver Johan van Lemego bericht hierover:
Der stadt Groningen wapen is een swart arn, de dubbelt is ende heft onder sijn clawen enen Groninger schilt doer een velt de (twe)del is ende in dit middel enen gronen streck doorgaende is.
In het Groningse stadswapen werd de adelaar in eerste instantie als schildhouder gebruikt, later kreeg hij een plaats op het wapen zelf; het groen-witte schild werd eerst schuin op de borst van de arend geplaatst en vervolgens omstreeks 1500 recht gezet.

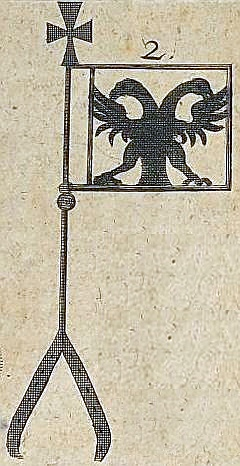
Deels vergulde windvaan met het Groningse stadswapen, volgens de overlevering bedoeld voor de galg waaraan men hertog Hendrik van Saksen wilde ophangen. De windvaan werd buitgemaakt na het mislukte beleg van Franeker in 1500.

Het wapen moet her en der te zien zijn geweest. Een windwijzer met een zwarte (tweekoppige) rijksadelaar in een vergulde omlijsting en bekroond met een verguld kruis, behoorde tot de trofeeën die de Saksische troepen in 1500 buit maakten toen zij een einde maakten aan het beleg van Franeker door de stad Groningen. De jonge hertog Hendrik van Saksen beweerde later dat 'de Friezen' een speciale ketting hadden laten smeden, waaraan zij hem wilden ophangen. De windwijzer moest daarna zijn galg sieren. De ijzeren ketting belandde als souvenir in de hertogelijke slaapkamer; de windwijzer kwam terecht bij de postrijder van de hertog, die hem op zijn huis in Dresden plaatste. In 1567 belandde het voorwerp alsnog in hertogelijke verzameling. De ketting werd ook wel de "Franeckerische Kette", genoemd. De hertog resideerde tijdens de beleg in het Sjaerdemaslot te Franeker. Windwijzer en ketting gingen in de Tweede Wereldoorlog verloren.

Wapen van de stad Groningen, volgens het wapendiploma van de Hoge Raad van Adel

Het wapendiploma van de Hoge Raad (1819) omschrijft het wapen als volgt: "een schild van goud beladen met een dubbelden zwarten arend, met uitgespreide vleugelen en pooten hebbende op deszelfs borst een schildje van zilver, beladen met een groene dwarsbalk, het schild gedekt met eene gouden kroon en ter wederzyde vastgehouden door een zwarten arend."
Vanaf 1958 werd bij de gemeente en gemeentelijke instanties een ontwerp van de graveur Nico Bulder gebruikt. In 1989 werd het wapen op de gemeentelijke uitingen vervangen door een logo. De hiervoor verantwoordelijke wethouder wilde af van de Groninger adelaar, die hij "een groene roofvogel" noemde.

## Gebruik in andere wapens
Het wapen van de stad werd na de Reductie in 1594 samengevoegd met het wapen van de Ommelanden tot het wapen van de provincie. Het wapen wordt bovendien in een vrijkwartier afgebeeld in de wapens van de voormalige gemeenten Haren, Muntendam en Termunten. De Rijksuniversiteit Groningen voert sinds 1615 een variant op het provinciaal wapen.

## Voortgezet gebruik van het wapen
De gemeente Groningen is op 1 januari 2019 opgeheven. Per gelijke datum vond een zogeheten reguliere samenvoeging plaats met de gemeenten Haren en Ten Boer.  Anders dan bij een lichte samenvoeging, waarbij een (meestal de grootste) gemeente blijft bestaan was hier sprake van het opheffen van alle drie de gemeenten.  Besloten werd ook de samengevoegde gemeente de naam 'Groningen' te geven. Omdat die naam overeenkomt met de naam van een van de opgeheven gemeenten was het mogelijk het wapen van de 'oude' gemeente Groningen te blijven gebruiken. (KB 23 april 1919, gewijzigd bij KB d.d. 21 oktober 1977). Een wapen behoeft  dan niet opnieuw bij Koninklijk Besluit te worden vastgesteld. De Hoge Raad van Adel heeft de nieuwe gemeente Groningen op haar verzoek in mei 2020 dan ook toestemming gegeven het wapen van de oude gemeente Groningen aan te houden. Aan het verzoek is geen raadsbesluit vooraf gegaan.

## Galerij
Het wapen zichtbaar in Stad en Ommeland:

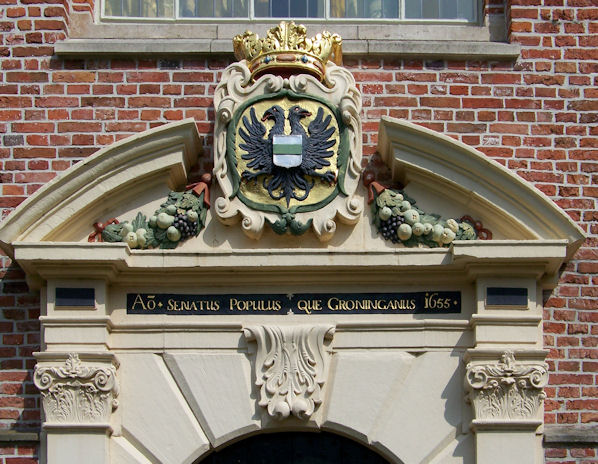
Het stadswapen boven de entree van de 17e-eeuwse Koepelkerk in Sappemeer
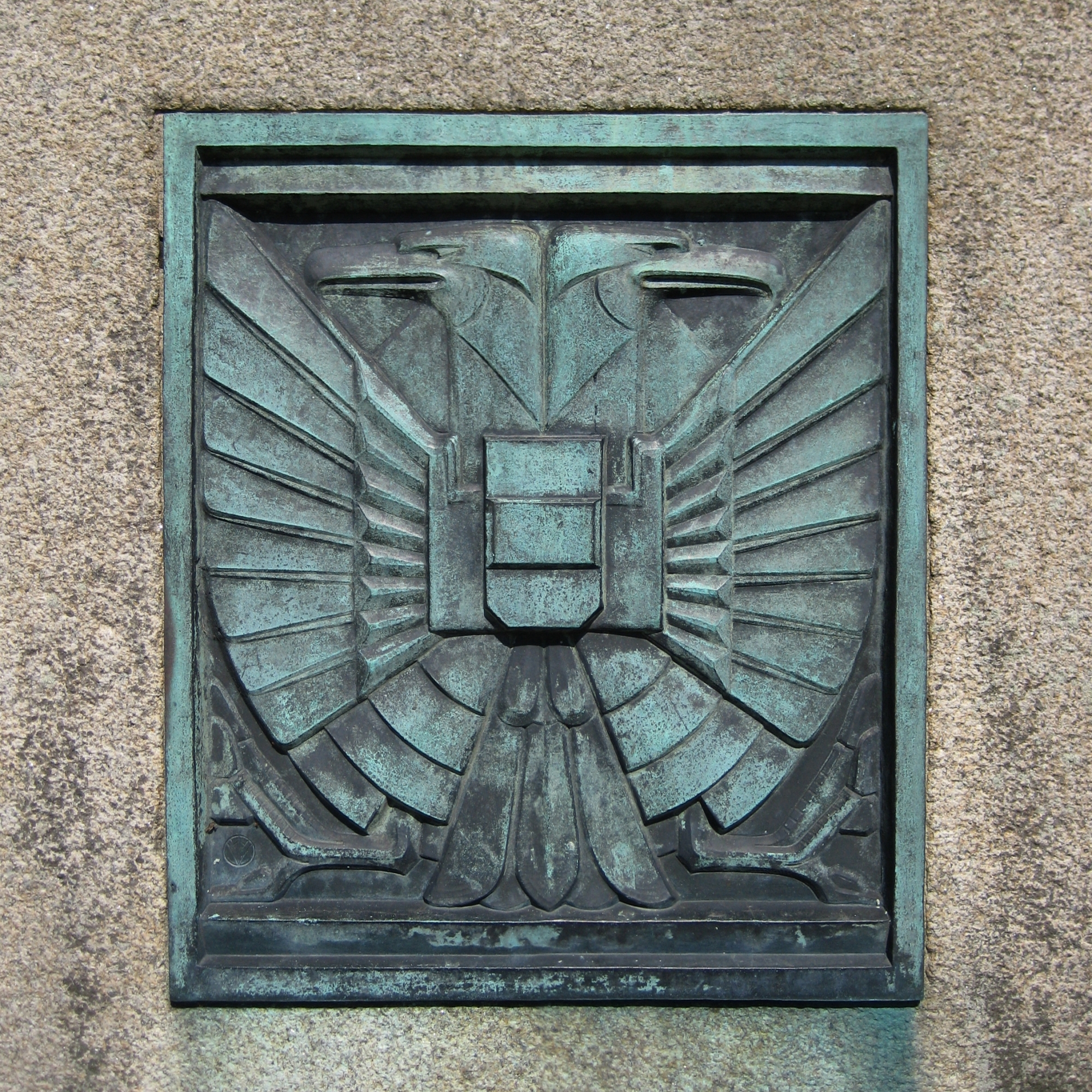
Gestileerd bronzen reliëf van het wapen van de stad Groningen op de Natte Brug aan de noordrand van de wijk Helpman. De sculptuur werd in 1921 gemaakt door de beeldhouwer Willem Valk (1898-1977) (foto: 2010).
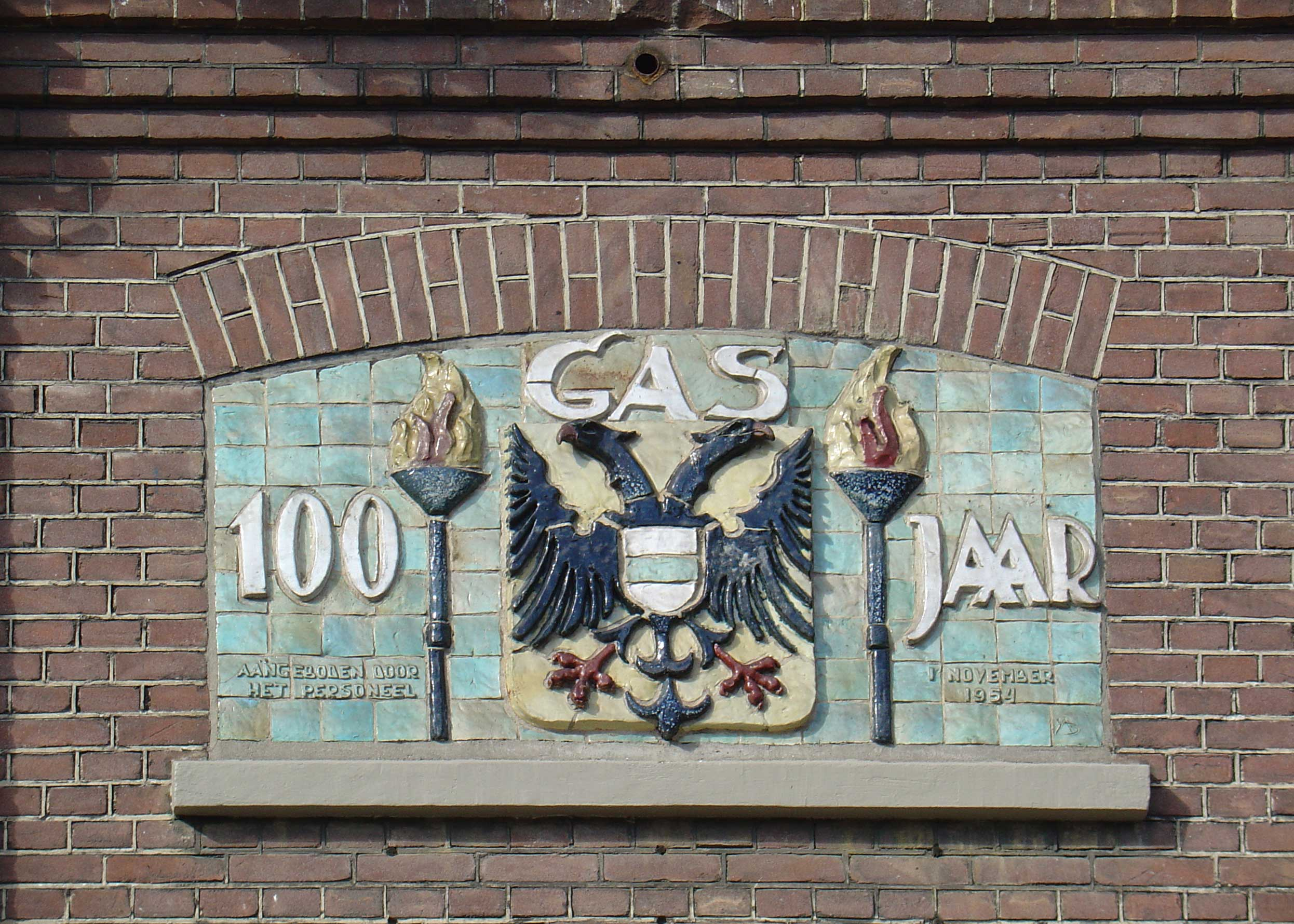
Reliëf 100 jaar gas (1954) in de Bloemstraat in Groningen.
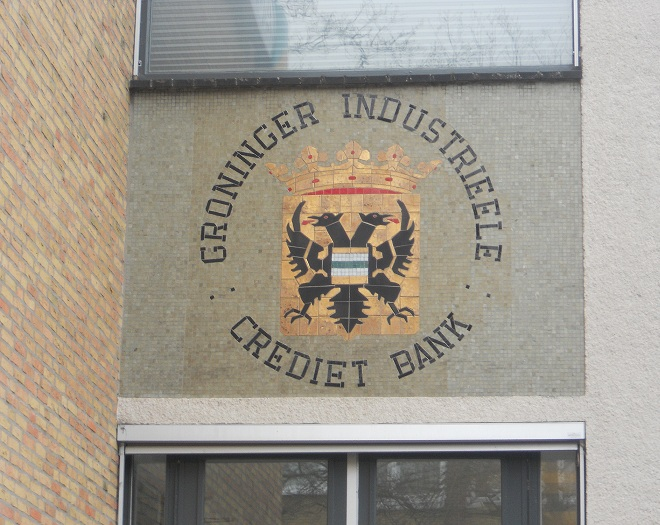
Wapen van de stad Groningen in de Vechtstraat te Groningen.

Wapens in de provincie waarin het wapen van de stad is verwerkt:

Wapen van Haren
Wapen van Muntendam
Wapen van Termunten
Wapen van Zuidbroek